# Bachem Holding
Die Bachem Holding AG schweizerisches Chemieunternehmen, das Weltmarktführer bei der Herstellung von Peptiden ist.
Der Hauptsitz des 1971 gegründeten Unternehmens ist Bubendorf im Kanton Basel-Landschaft in der Schweiz. Neben dem Standort Bubendorf hat Bachem einen weiteren grossen Produktionsstandort in der Schweiz in Vionnaz im Kanton Wallis. Weitere Produktionsstandorte befinden sich in den USA in den kalifornischen Städten Vista und Torrance und in Grossbritannien in St Helens nahe Liverpool. Der Vertriebs- und Distributionsstandort befindet sich des Weiteren in Tokio (Japan). Per Ende 2024 beschäftigte die Bachem Holding AG weltweit 2207 Mitarbeiter, erwirtschaftete einen Umsatz von 605,3 Millionen CHF und erzielte einen Reingewinn von 120,2 Millionen CHF. Kommerzielle Wirkstoffe machen 57 % des Umsatz aus, Prozessentwicklung 34 %, Forschung und Spezialitäten 9 %.

## Geschichte
1971 gründete Peter Grogg das Unternehmen Bachem mit zwei Angestellten. Unternehmenssitz war zunächst Liestal bei Basel, bis das Unternehmen 1977 mit acht Angestellten in das nahe gelegene Bubendorf umzog, wo auch heute noch der Hauptsitz liegt.
Die 1999 übernommene Peninsula Laboratories aus San Carlos (Kalifornien) firmiert heute als BMA Biomedicals.
2007 wurde der Geschäftsbereich Clinalfa von Merck gekauft.
Für die Zeit von der Firmengründung 1971 bis zum Börsengang im Jahr 1998 sind keine Zahlen zur Geschäftsentwicklung veröffentlicht. Im Jahr des Börsengangs 1998 lag der Umsatz der Bachem Gruppe bei 96 Millionen CHF. Bis 2001 stieg der Umsatz – auch akquisitionsbedingt – auf 141 Millionen CHF. Der in Nordamerika erwirtschaftete Umsatzanteil lag im Jahr 2007 bei rund 40 %. Bachem konnte im Jahr 2018 einen Umsatz von 282,5 Millionen CHF mit einem Reingewinn von 46,6 Millionen CHF erzielen. Das operative Ergebnis (EBIT) lag im Jahr 2018 bei 54,8 Millionen CHF. Per Jahresende 2018 beschäftigte die Bachem Gruppe insgesamt 1140 Personen in 1097 Vollzeitstellen, 2024 waren es 2207 Vollzeitstellen.
Bachem stellt Oligonukleotide zur Behandlung von genetischen Erkrankungen für Eli Lilly her.

## Konzernstruktur

### Bachem Holding AG
Die Bachem Gruppe hat seit dem Jahre 2003 eine Holding Struktur. Die Aktien sind an Schweizer Börse SIX Swiss Exchange mit dem Kürzel BANB kotiert. Die Mehrheit der Aktien befindet sich im Besitz des Firmengründers Peter Grogg.

### Standorte

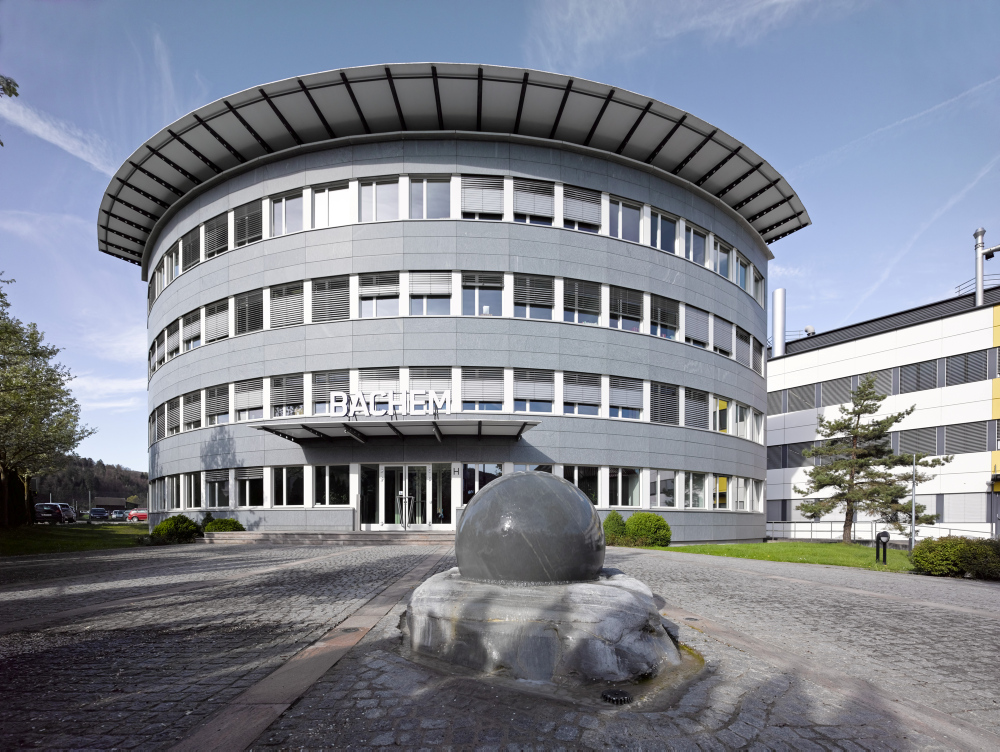
Bachem-Hauptsitz in Bubendorf, Schweiz

Vom Hauptsitz in Bubendorf und den Niederlassungen in Europa, in den USA und in Asien arbeitet Bachem weltweit. Aktuell besteht die Bachem Holding AG aus folgenden sechs Standorten:
- Bubendorf, Schweiz: Hauptsitz der Bachem AG. Gegründet 1971. Herstellung von Peptiden als pharmazeutische Wirkstoffe und als Chemikalien für die Forschung.[8]
- Vionnaz, Schweiz: 1973 als Sochinaz gegründet und 2001 durch Bachem übernommen. Herstellung komplexer organischer Moleküle als pharmazeutische Wirkstoffe.[8]
- St. Helens, Grossbritannien: Bachem UK Ltd. Gegründet 1992 und mit Peninsula Laboratories übernommen. Herstellung von Peptiden als Forschungschemikalien und europäisches Kompetenzzentrum für immunologische Produkte.[8]
- Torrance, Kalifornien, USA: Bachem Americas, Inc. Gegründet 1971 und 1996 durch Bachem übernommen. Herstellung von Peptiden als pharmazeutische Wirkstoffe und als Forschungschemikalien. Gegründet 2007: Vertriebsgesellschaft für alle Produkte der Bachem Gruppen in Nord-, Mittel- und Südamerika.[8]
- Vista, Kalifornien, USA: Gegründet 1987 und 2015 durch Übernahme der American Peptide Company akquiriert. Entwicklung und Herstellung von pharmazeutischen Wirkstoffen.[8]
- Tokio, Japan: Gegründet im Juni 2018 als Vertriebsstandort und Lokalpräsenz für die Bachem Holding AG in Japan und Asien.[8]

### Geschäftsbereiche
Bachems Geschäftstätigkeit gliedert sich in die beiden Geschäftsbereiche Forschungschemikalien und pharmazeutische Wirkstoffe.
Forschungschemikalien umfasst Aminosäurederivate, Harze und Reagenzien zur Peptidherstellung und für die organische Synthese, bioaktive Peptide, Enzymsubstrate und weitere Biochemikalien. Kundenspezifische Forschungschemikalien werden im Rahmen von Auftragssynthesen hergestellt. Kunden für Forschungschemikalien sind Wissenschaftler an Hochschulen, Spitälern und in den Forschungslaboratorien der Biotech- und der Pharmaindustrie.
Im Geschäftsbereich pharmazeutische Wirkstoffe bietet Bachem hauptsächlich peptidische Wirkstoffe an, welche in klinischen Studien, in marktzugelassenen Medikamenten oder in Kosmetika verwendet werden. Bei den peptidischen pharmazeutischen Wirkstoffen wird zwischen patentfreien (Generika) und patentgeschützten (New Chemical Entities, NCEs) unterschieden. Typische Beispiele für generische Peptide sind Calcitonin, Glucagon, Desmopressin, Sekretin, Thymosin oder Oxytocin.
Die Niederlassung in Vionnaz im schweizerischen Kanton Wallis stellt nicht-peptidische generische Wirkstoffe her, darunter Propofol, Carbidopa, Pergolid, Midazolam, Trimetazidin und Xipamid. Nebst solchen generischen Wirkstoffen bietet Bachem auch Prozessentwicklung und pharmazeutische Wirkstoffe an, die patentgeschützt sind und die nur vom Originator oder einem von ihm beauftragten Partner hergestellt und benutzt werden dürfen. Meistens unterliegt die Zusammenarbeit bezüglich dieser Wirkstoffe einer Geheimhaltungsvereinbarung. Viele dieser patentgestützten Produkte befinden sich noch in der klinischen Erprobung.
Die von Bachem hergestellten pharmazeutischen Wirkstoffe finden in therapeutischen und diagnostischen Bereichen der Human- und Veterinärmedizin Verwendung.
Kunden für pharmazeutische Wirkstoffe sind Biotechnologieunternehmen, Pharma- und Veterinärunternehmen. Sie tragen den grössten Anteil zum Unternehmensumsatz bei.

## Weblink
- Bachem Holding AG